# 羅塔海軍基地
羅塔海軍基地（英語：Naval Station Rota，縮寫；ICAO：LERT）位於西班牙加的斯省羅塔鎮，是一座由美國海軍及西班牙海軍共用的海空兩用基地。基地司令官由西班牙海軍中將出任，同時由美國負擔基地運作支出。該基地是美軍在西班牙派駐人數最多的一個軍事設施，當中主要為美國海軍、美國海軍陸戰隊人員，而美國陸軍和美國空軍亦有派駐少量分遣隊於此。

## 概述

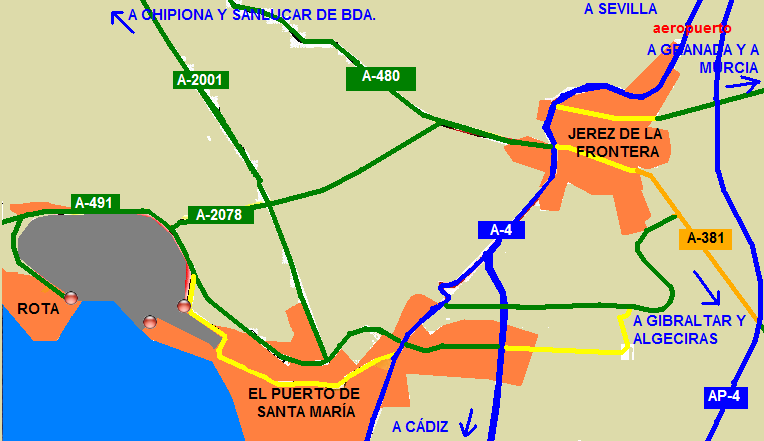
羅塔海軍基地位置圖，基地標為灰色區塊。

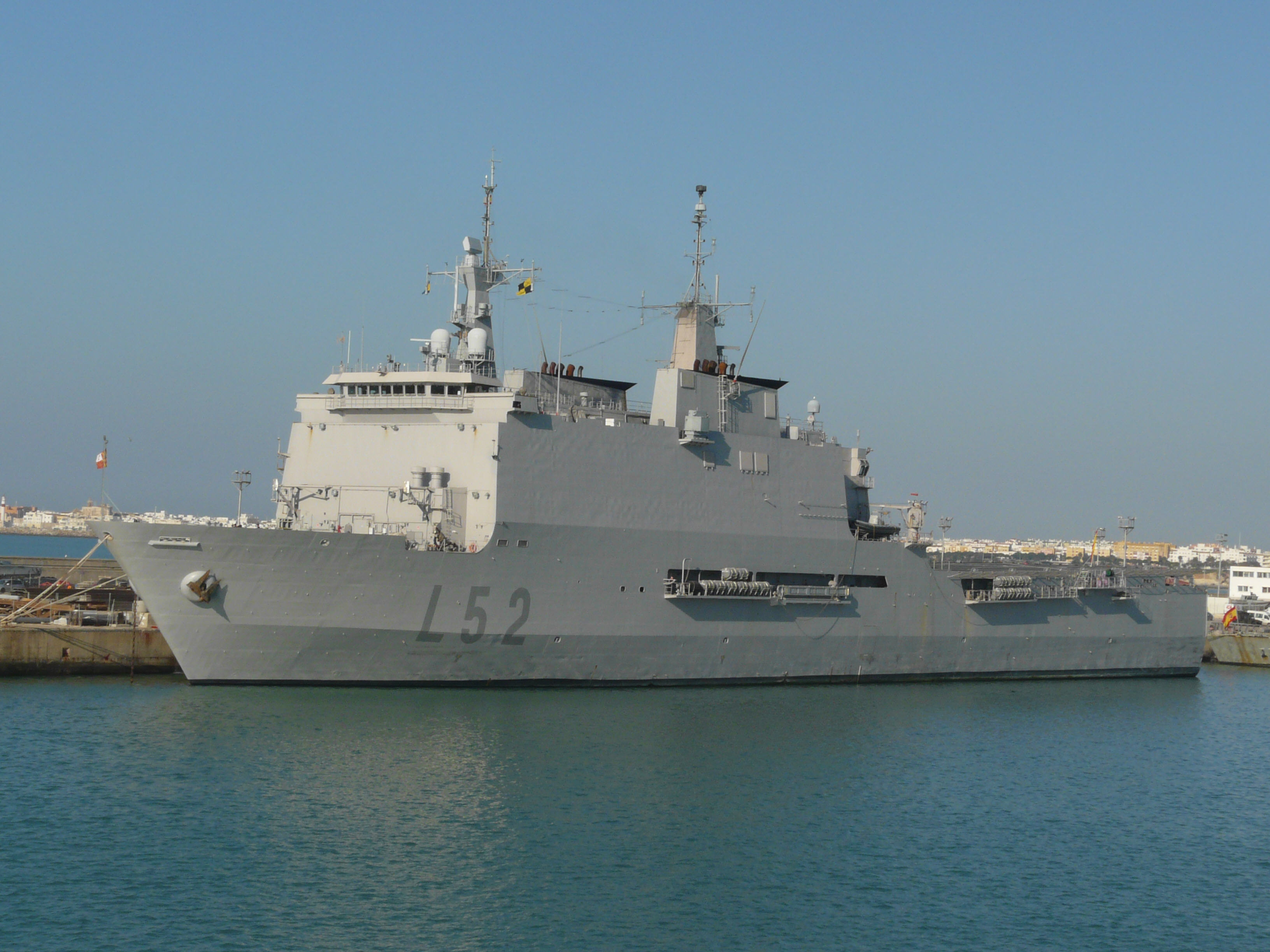
西班牙海軍的加利西亞級船塢登陸艦船塢登陸艦停靠於羅塔海軍基地

羅塔海軍基地是美國海軍西班牙設施司令（Commander, U.S. Naval Activities Spain，縮寫）總部所在地，同時也是美軍飛機從美國進入歐洲的主要節點。由於該基地距離東南方的直布羅陀海峽約55海浬，又位於美國本土至西亞的中間點，因此在戰略位置上十分理想，可以替美海軍駐歐洲的第六艦隊和運兵至德國、中東的美國空軍機動司令部提供良好的支援，美國海軍形容其為「通往地中海的玄關」（Gateway to the Mediterranean）。
派駐羅塔的美軍各單位及司令部，均分佈於面積約6,100英畝（24.69平方）的西班牙海軍羅塔基地營區內，基地內同時設置了三座海軍碼頭、一座佔地670英畝（2.71平方）的飛行場、426個軍事設施和806個住房單位。
羅塔海軍基地的功能尚包含下列事項；
- 提供對北大西洋公約組織各會員國海軍船艦的支援、並提供駐地中海地區部隊所需的貨物、燃料及彈藥。
- 支援美海軍兩棲戰備群（英语：Amphibious Readiness Group）船艦部署後整備作業（例如甲板清洗），同時也負責兩棲戰備群的人員調度、安置上岸的海軍士兵及陸戰隊隊員（羅塔海軍基地是地中海唯一一處有能力協助APG進行部署後整備作業的美軍設施）。
- 負責美國、北約駐西班牙其他單位，例如塞維亞省的莫龍空軍基地（英语：Morón Air Base）、帕爾馬的支援處、北約馬德里總部及海上預置船隊第1戰隊（英语：Maritime Prepositioning ship）（軍事海運司令部下轄單位）等人員的生活品質相關事宜。
- 協助美國航太總署太空梭任務的進行[1]
- 可作為美軍及盟國的航空母艦停靠港，包括西班牙海軍唯一的航母：阿斯圖里亞斯親王號[4]

羅塔海軍基地與美軍的另外兩座基地——義大利西西里島的海軍航空基地及希臘克里特島的蘇扎灣海軍航空基地——對於美國、北約各成員國在南歐、中東、北非等地中海週邊地區的部隊指揮、管制和後勤構成了重要的支援網絡。此三座設施的軍用機場，於功能和性質上正在進行革新，將反潛巡邏機任務為主的飛行設施，轉換為多功能的軍用航空樞紐，以支援美空軍的戰略空運，及對美軍其他部門的機動支援，包括了美國歐洲司令部、美國中央司令部，以及此兩司令部協同美國非洲司令部對非洲國家進行的
羅塔海軍基地的設施由美西兩國海軍共用，在美西簽訂的國防合作協議之下，西班牙海軍負責基地外圍的保安和衛哨，美國海軍則負責基地內部的基礎設施、飛行場及海軍碼頭設施的維護，營區內部的保安則由兩軍憲兵隊共同管理。但美國海軍的羅塔基地，在名義上僅為西班牙海軍羅塔基地的租借設施，而基地對外懸掛的也是西班牙國旗，司令官亦由西班牙海軍中將擔任。基本而言，一般美軍基地的許多慣例景象，在羅塔基地是不常見到的，例如星條旗的公開展示和懸掛，原則上僅在美國國慶日當天允許。

## 歷史

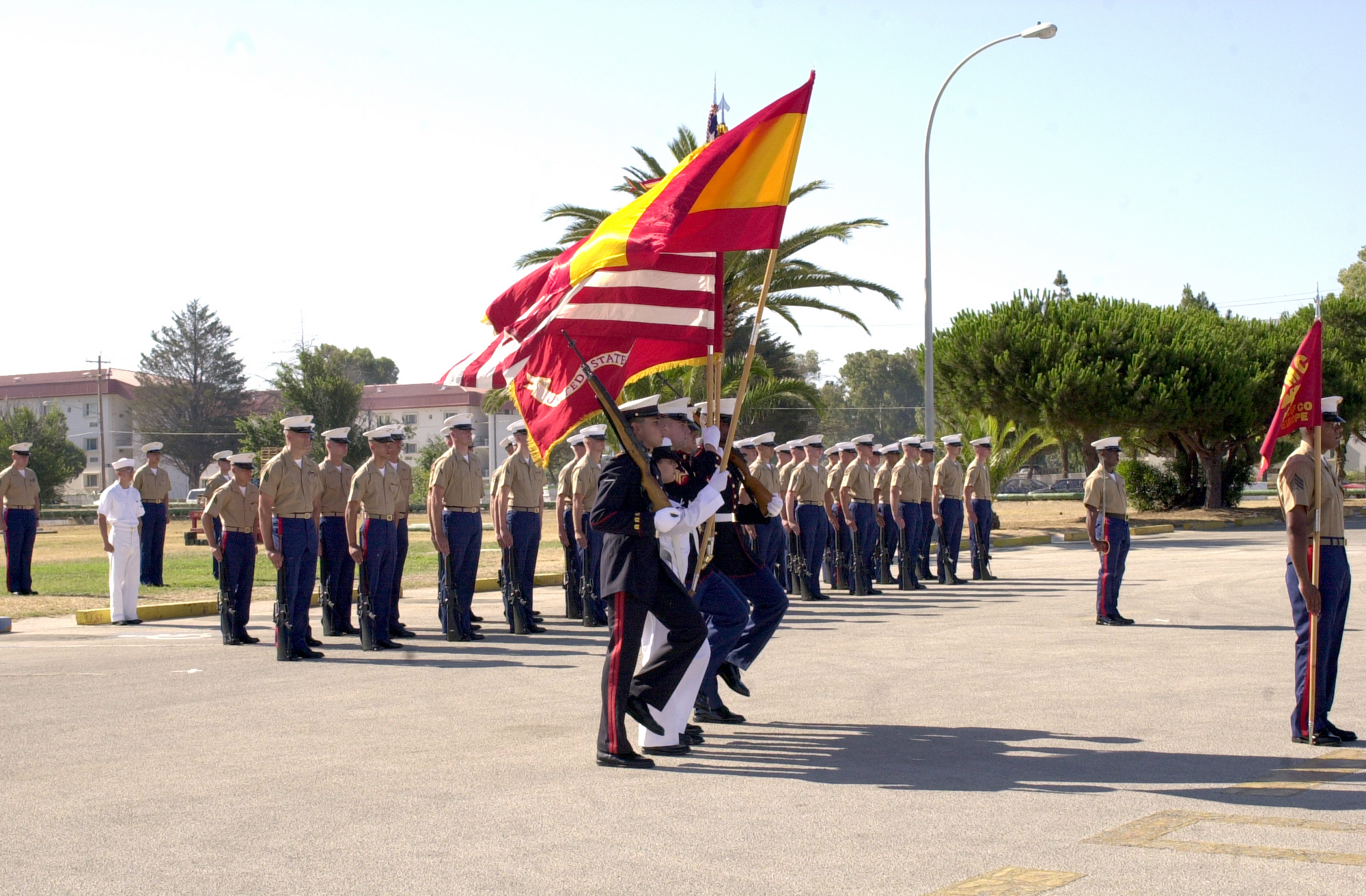
在羅塔海軍基地參加司令官交接典禮的美西聯合旗隊及美海軍陸戰隊衛兵

羅塔海軍基地早於冷戰時期的1953年即投入使用，當時西班牙攝政王暨獨裁者——弗朗西斯科·佛朗哥大元帥，亟欲改善西班牙的外交與國內經濟，故試圖強化與美國政府的關係。因此在1953年9月，兩國政府簽署了《美西共同防衛援助協定》，之後選擇了加的斯灣北部作為基地位址，該地在歷史上，一直被視為一處具有戰略及海上軍事重要性的地區。 

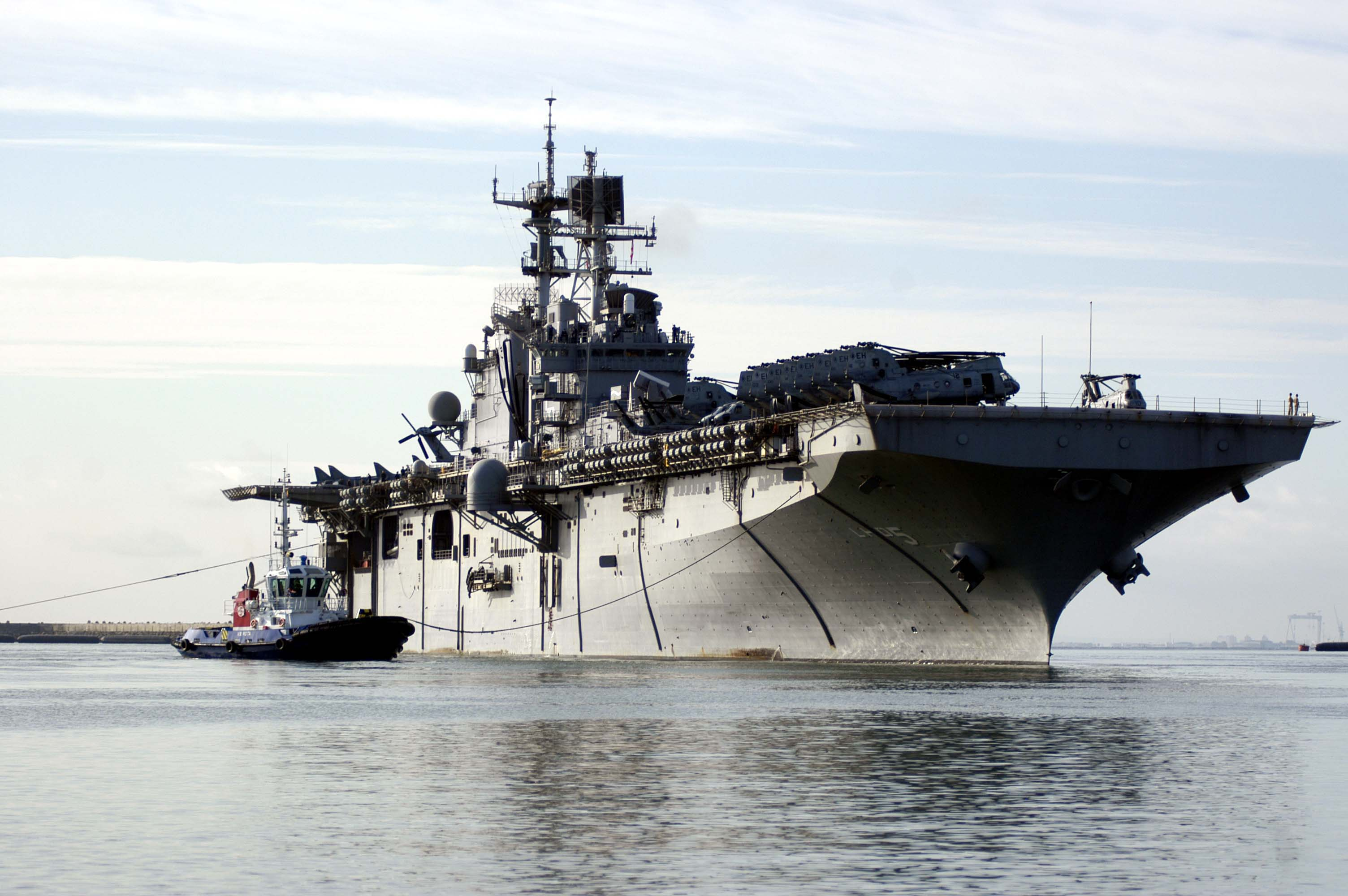
美國海軍的兩棲突擊艦巴丹號（USS Bataan LHD-5）駛出羅塔海軍基地

美國海軍作戰部長於1964年1月28日將第16潛艇戰隊（SUBRON 16）部署至羅塔基地，並配給該戰隊普羅斯特號潛艇補給艦（USS Proteus）。拉法葉號潛艇（USS Lafayette SSBN-616，拉法葉級彈道飛彈潛艇的首艦）在裝配北極星導彈完成其首次潛射彈道飛彈威懾性巡邏後，也利用羅塔海軍基地進行維修和補給。1970年代早期，在法蘭西斯史考特基號核潛艇（USS Francis Scott Key SSBN 657）於1974年1月14日回到羅塔港之後，隸屬於第16潛艇戰隊的潛水艇均全面配備了海神式導彈。1975年西班牙與美國簽訂的一份條約，導致了一項將第16潛艇戰隊撤出羅塔基地的計畫，美國海軍作戰部長下令對於美國東海岸的替代地點進行研究，之後，美國參議院在1976年6月批准了這份條約，使1979年7月成為該潛艇戰隊預定的撤出日期。1976年7月，美國海軍部長宣布喬治亞州的金斯灣潛艇基地為第16潛艇戰隊的新駐地。
1980年代，羅塔海軍基地的規模達到高峰，基地內美國水兵及軍眷的人數突破16,000人，當中包括了兩個常駐的航空中隊：第2艦隊航空偵察飛行隊（VQ-2）及第22艦隊後勤支援中隊（VR-222）。VQ-2於1959年至2005年間長期派駐在羅塔基地，之後則遷至華盛頓州的威比島海軍航空基地。在羅塔基地期間，第2偵查飛行隊使用馬丁公司P4M墨卡托巡邏機、洛克希德EC-121超級星座運輸機、道格拉斯EA-3空中戰士戰略轟炸機及EP-3E偵察機。第22支援中隊使用C-130F運輸機，於1982年至1992年派駐於羅塔海軍基地。1990年代早期，一支P-3獵戶座海上巡邏機中隊，每6個月在羅塔基地和亞速爾群島上的拉日什空軍基地間輪流換點駐紮，以追蹤蘇聯海軍船艦和潛艇在大西洋、地中海海域的活動，並由美國海軍航空兵後備隊的巡邏中隊定期加強協助。
隨著冷戰結束、和美國海軍在1980年代末、1990年代初進行的人員縮減，羅塔海軍基地的美國常駐人員數量遽減，但美海軍仍在6,000英畝（24平方）的海軍基地中持有約5,200英畝（21平方）的用地，而美籍軍官兵、文職人員和軍眷則仍有4,000人。
2011年10月5日，美國國防部長萊昂·帕內塔宣布美國海軍的四艘神盾艦將繼續駐防在羅塔海軍基地，以增強美軍在地中海的戰力，同時也改善北約的戰區飛彈防禦系統作為歐洲分階段適應方案（European Phased Adaptive Approach）的一部分。在2014年起，包括羅斯號驅逐艦（DDG-71）在內的2艘美軍驅逐艦，將會常駐於羅塔海軍基地。

## 爭議

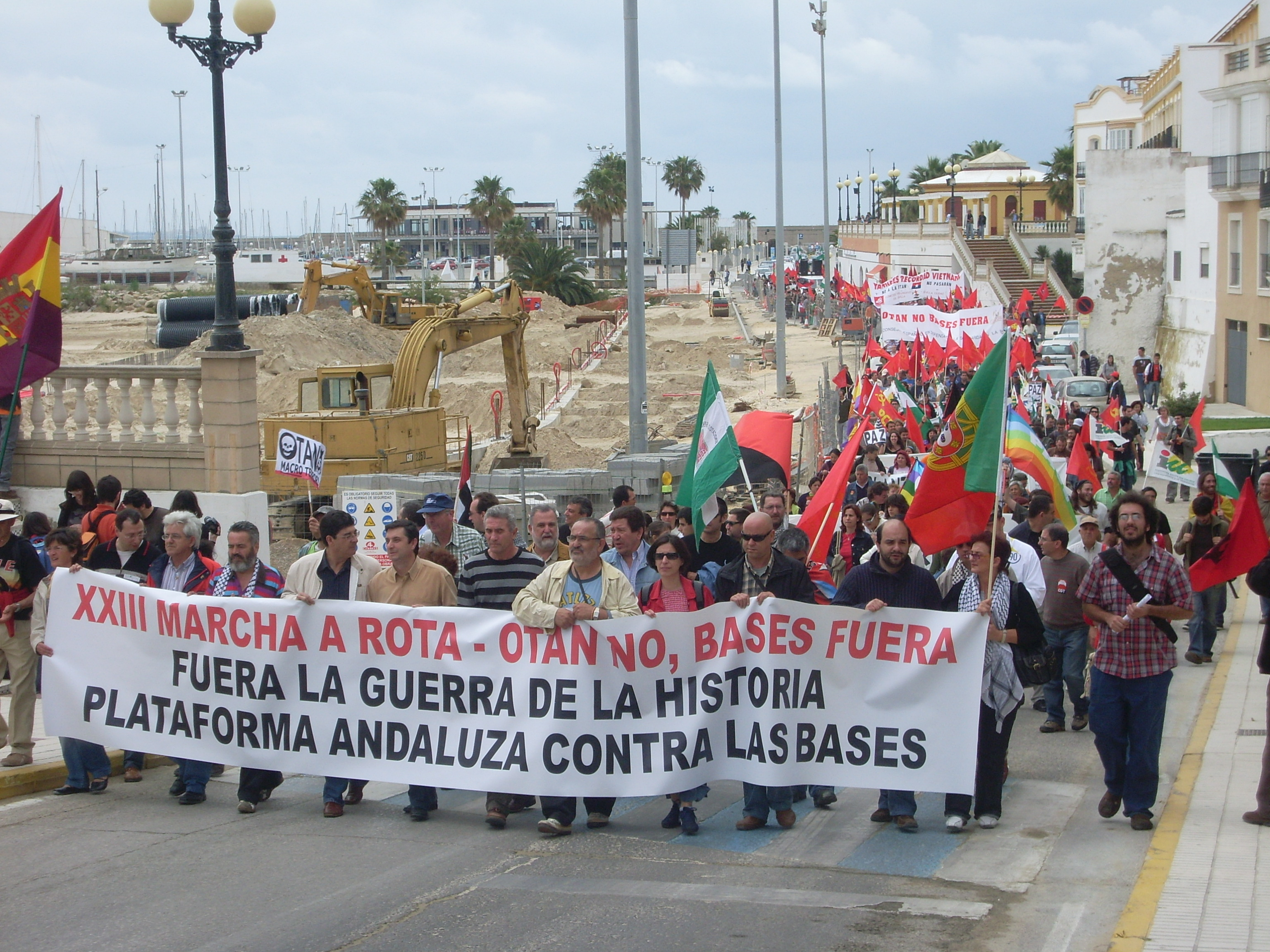
抗議羅塔海軍基地的示威群眾

自1980年代起，數個活躍的和平主義團體每年都發起示威活動，抗議駐西美軍和西班牙軍隊在羅塔的海軍設施及行動。遊行隊伍從鎮上的街道開始，行走至海軍基地大門口，然後遊行發起人宣讀以自由與和平為旨的宣言。
類似的抗議活動已在加的斯省民間造成輿論的兩極化，因為美西兩軍在羅塔的行動儘管對民眾造成干擾，但也替地方帶來工作機會、經濟利益等效應。

## 圖片集

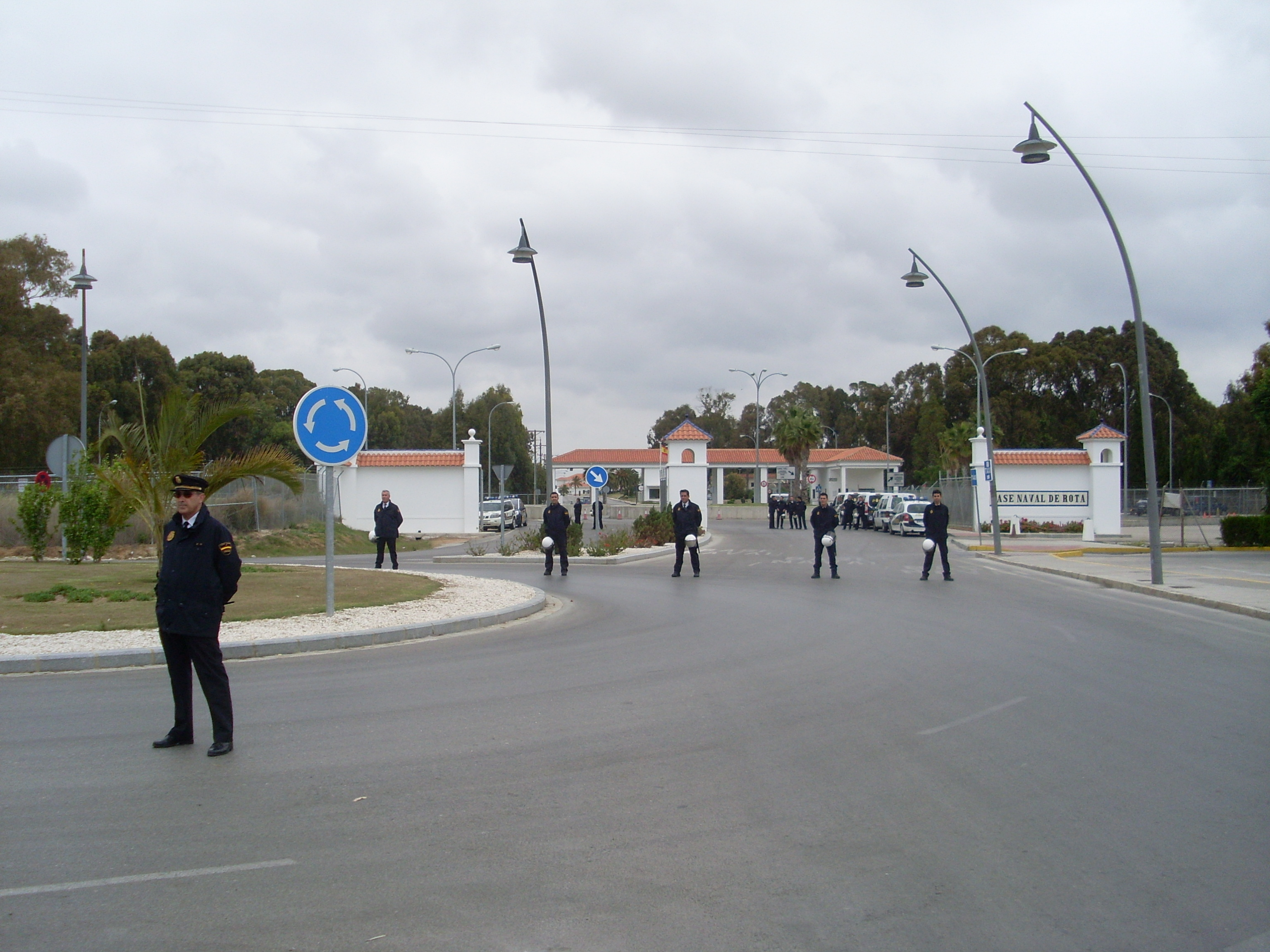
在羅塔海軍基地西南側大門外站崗的西班牙警察
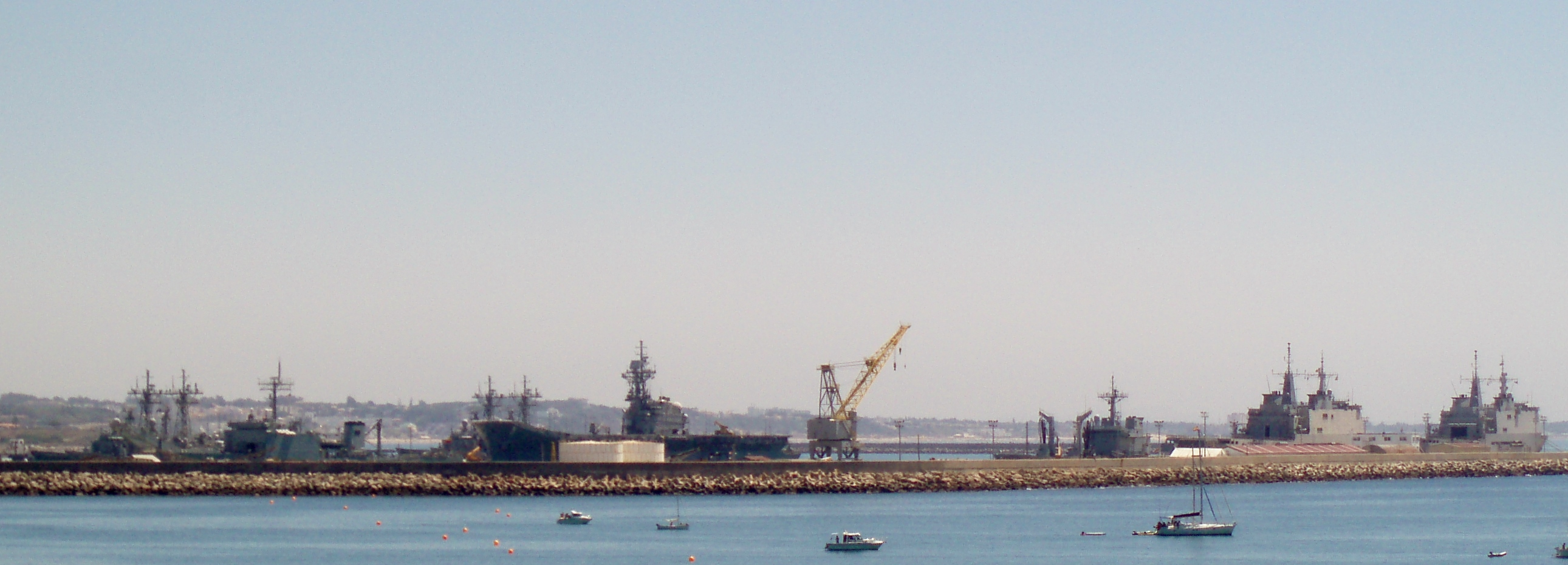
西班牙海軍的船艦在羅塔軍港外進行繫泊作業
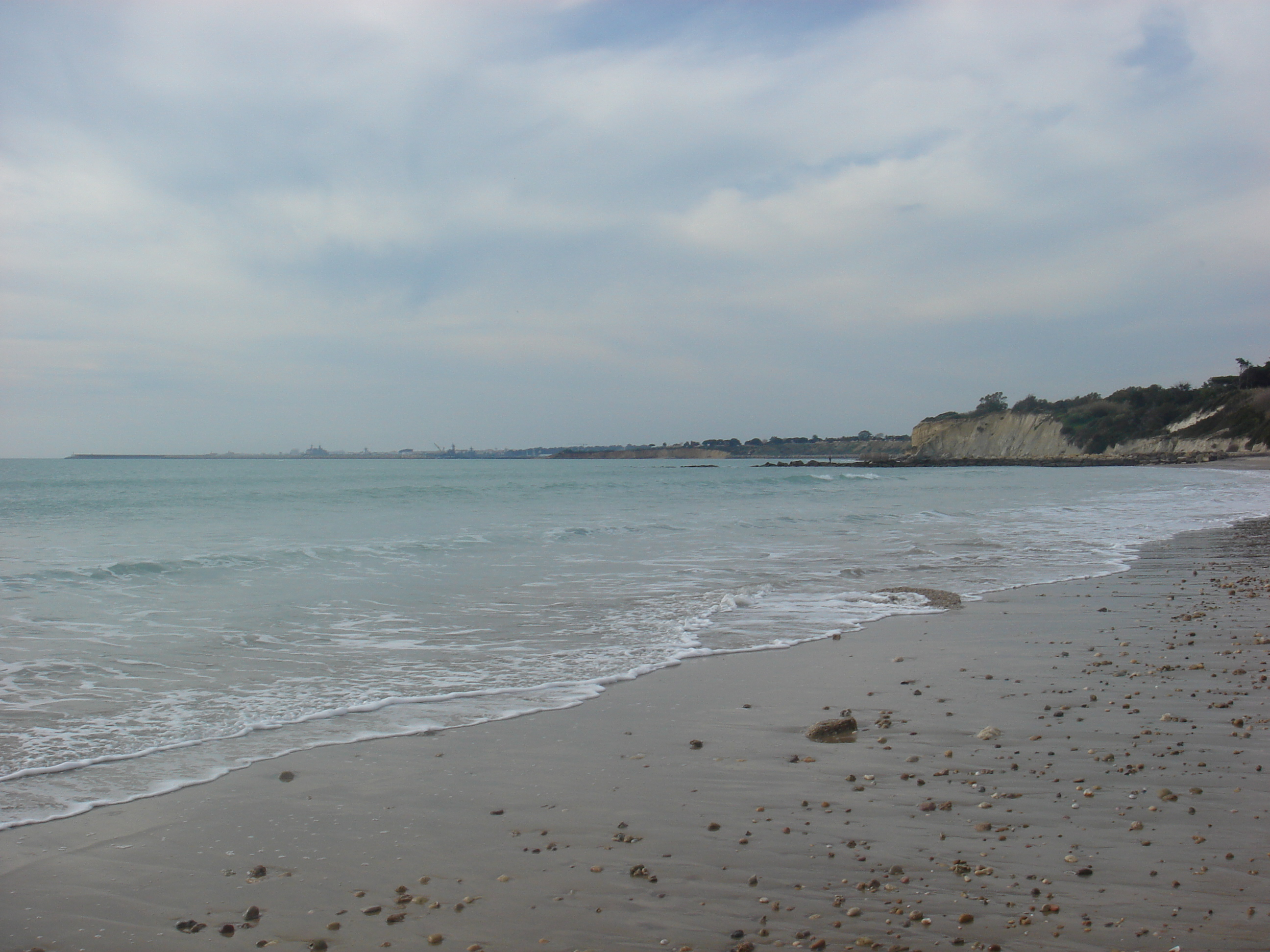
從聖瑪麗亞港海濱遠望羅塔海軍基地
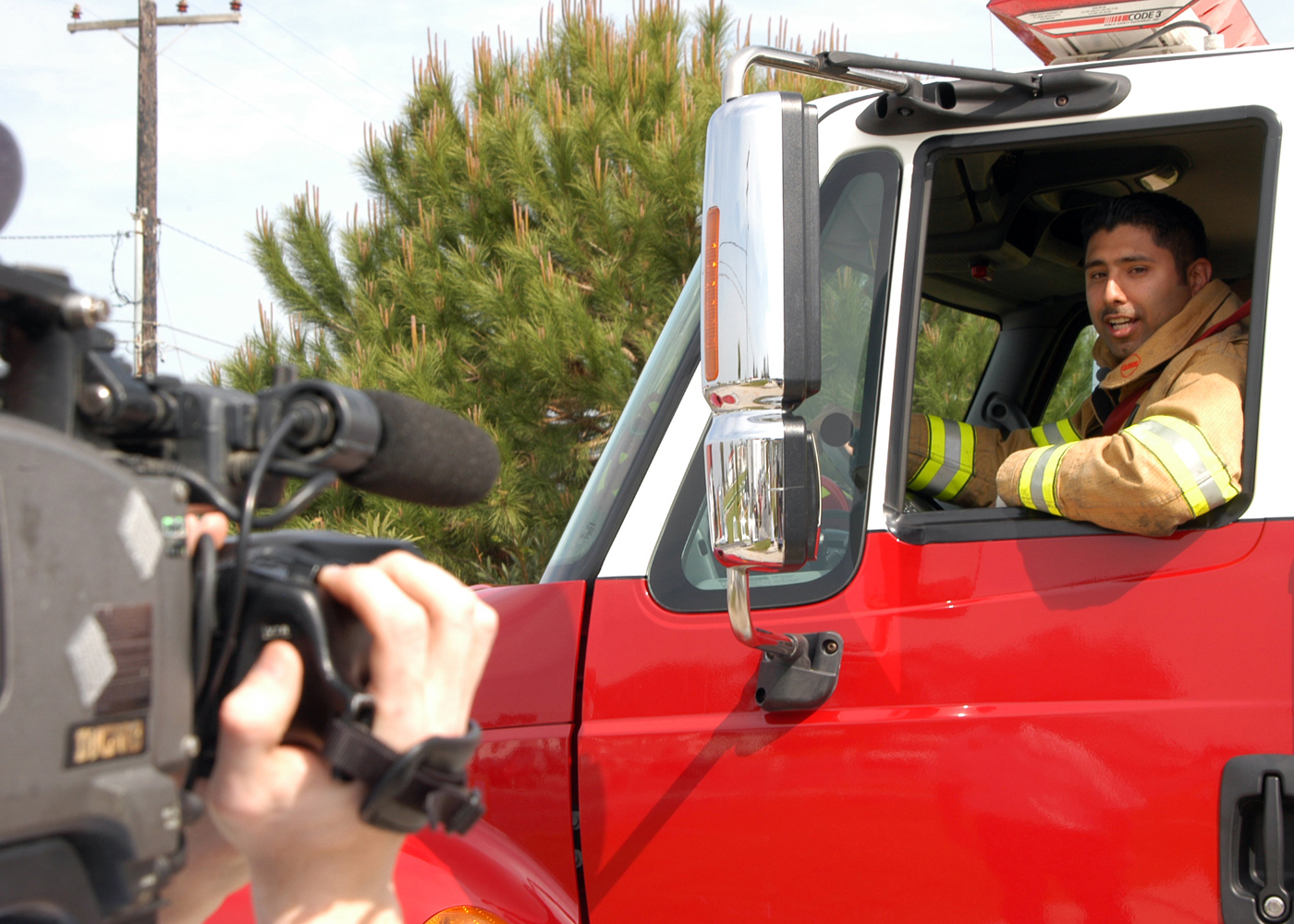
羅塔基地內的美海軍消防員

## 注解及參考文獻
Notes
1. 1 2 3 4 5 6  . Globalsecurity.org: 7 paragraphs down.   [2013-03-08]. （原始内容存档于2012-03-24）.
2. ↑  . Rota, Spain: US Navy. 2009  [2009-10-01]. （原始内容存档于2013-02-21）.
3. 1 2  .   [2013-03-08]. （原始内容存档于2021-04-22）.
4. ↑  .   [2013-03-08]. （原始内容存档于2020-04-11）.
5. ↑  .   [2013-03-10]. （原始内容存档于2020-04-11）.
6. ↑  .   [2013-03-10]. （原始内容存档于2016-03-04）.
7. ↑  . Rota, Spain: 美國海軍. 2009  [2009-10-01]. （原始内容存档于2009-05-17）.

## 外部連結
- （西班牙文） Base Naval de Rota.- Bienvenida （页面存档备份，存于）
- （英文） U.S. Naval Station Rota, Spain website （页面存档备份，存于）
- （英文） U.S. Naval Hospital Rota, Spain website[永久]
- （英文） Globalsecurity.org （页面存档备份，存于）
- （英文） VQ-2 Homepage

影片連結
- YouTube上的(Spanish) Old documentary on the inauguration of Rota airfield